# 波佩列奇内农村居民点
波佩列奇内农村居民点（俄语：Попереченское сельское поселение）是俄罗斯联邦伏尔加格勒州科捷利尼科沃区所属的一个农村居民点。其下辖有3个居民点，行政中心为波佩列奇内。据2016年统计，该农村居民点的人口为793人。